# Regions de Puebla
L'Estat de Puebla té poc més de 34 mil quilòmetres quadrats i se situa en la 21a posició per superfície entre les entitats federatives que conformen Mèxic. És un dels més poblats de la república amb gairebé 6 milions d'habitants. A més, és el segon estat amb el major nombre de municipis del país, ja que està conformat per 217 municipis.
Puebla es divideix internament en set regions socioeconòmiques des de 1986 a causa de les necessitats de planificació i de construir unitats de desenvolupament més homogènies. Van ser establertes d'acord amb les característiques socials, polítiques i econòmiques dels municipis de l'estat.

## Regió I, Huauchinango
Serra Nord: es troba al nord de l'estat abastant 35 municipis. Confinant a l'oest amb l'Estat d'Hidalgo, al sud amb l'Estat de Tlaxcala, al nord i nord-est amb l'Estat de Veracruz i a l'est amb la segona regió de l'estat.
La seva extensió territorial es de 5 903.5 quilòmetres quadrats i la seva població és de 628 962 habitants. El seu clima predominant és humit i càlid amb abundants pluges a l'estiu. Posseeix una orografia accidentada i una gran varietat de rius que travessen el seu territori.
| Municipis de la Regió I |                      |                        |          |
|                         |                      |                        |          |
| Clau                    | Municipi             | Capçalera              | Població |
| 006                     | Ahuacatlán           | Ahuacatlán             | 13.058   |
| 008                     | Ahuazotepec          | Ahuazotepec            | 9.087    |
| 014                     | Amixtlán             | Amixtlán               | 4.704    |
| 016                     | Aquixtla             | Aquixtla               | 7.664    |
| 028                     | Camocuautla          | Camocuautla            | 2.160    |
| 030                     | Coatepec             | Coatepec               | 884      |
| 039                     | Cuautempan           | San Esteban Cuautempan | 8.984    |
| 049                     | Chiconcuautla        | Chiconcuautla          | 12.855   |
| 053                     | Chignahuapan         | Chignahuapan           | 49.266   |
| 057                     | Honey                | Chila Honey            | 7.279    |
| 064                     | Francisco Z. Mena    | Metlaltoyuca           | 16.331   |
| 068                     | Hermenegildo Galeana | Bienvenido             | 8.194    |
| 071                     | Huauchinango         | Huauchinango           | 83.537   |
| 083                     | Ixtacamaxtitlán      | Ixtacamaxtitlán        | 28.358   |
| 086                     | Jalpan               | Jalpan                 | 13.257   |
| 089                     | Jopala               | Jopala                 | 13.489   |
| 091                     | Juan Galindo         | Nuevo Necaxa           | 9.301    |
| 100                     | Naupan               | Naupan                 | 9.613    |
| 109                     | Pahuatlán            | Pahuatlán de Valle     | 18.326   |
| 111                     | Pantepec             | Pantepec               | 19.401   |
| 123                     | San Felipe Tepatlán  | San Felipe Tepatlán    | 4.425    |
| 162                     | Tepango de Rodríguez | Tepango de Rodríguez   | 4.003    |
| 167                     | Tepetzintla          | Tepetzintla            | 9.457    |
| 172                     | Tetela de Ocampo     | Tetela de Ocampo       | 25.859   |
| 178                     | Tlacuilotepec        | Tlacuilotepec          | 17.764   |
| 183                     | Tlaola               | Tlaola                 | 18.233   |
| 184                     | Tlapacoya            | Tlapacoya              | 6.502    |
| 187                     | Tlaxco               | Tlaxco                 | 6.271    |
| 194                     | Venustiano Carranza  | Venustiano Carranza    | 25.115   |
| 197                     | Xicotepec de Juárez  | Xicotepec de Juárez    | 70.164   |
| 208                     | Zacatlán             | Zacatlán               | 69.698   |
| 213                     | Zihuateutla          | Zihuateutla            | 13.535   |

## Regió II, Sierra Nord-oriental
Se situa al nord-est de l'estat i es conforma per 30 municipis. Limita al nord i est amb l'Estat de Veracruz, a l'oest amb la regió I i al sud amb la regió III.
Abasta 2 509.3 quilòmetres quadrats i la seva població és de 500 611 habitants. El seu clima varia de temperat a càlid i el seu terreny és travessat per gran quantitat de masses d'aigua.
| Municipis de la Regió II de Teziutlán |                             |                           |          |
|                                       |                             |                           |          |
| Clau                                  | Municipi                    | Capçalera                 | Població |
| 002                                   | Acateno                     | San José Acateno          | 9.199    |
| 017                                   | Atempan                     | Atempan                   | 18.565   |
| 025                                   | Ayotoxco de Guerrero        | Ayotoxco de Guerrero      | 7.704    |
| 029                                   | Caxhuacan                   | Caxhuacan                 | 3.931    |
| 043                                   | Cuetzalan del Progreso      | Ciudad de Cuetzalan       | 45.010   |
| 054                                   | Chignautla                  | Chignautla                | 21.571   |
| 072                                   | Huehuetla                   | Huehuetla                 | 16.130   |
| 075                                   | Hueyapan                    | Hueyapan                  | 10.206   |
| 076                                   | Hueytamalco                 | Hueytamalco               | 28.345   |
| 078                                   | Huitzilan de Serdán         | Huitzilan                 | 11.670   |
| 080                                   | Atlequizayan                | Atlequizayan              | 2.761    |
| 084                                   | Ixtepec                     | Ixtepec                   | 6.589    |
| 088                                   | Jonotla                     | Jonotla                   | 4.942    |
| 101                                   | Nauzontla                   | Nauzontla                 | 3.617    |
| 107                                   | Olintla                     | Olintla                   | 12.609   |
| 158                                   | Tenampulco                  | Tenampulco                | 7.060    |
| 173                                   | Teteles de Ávila Castillo   | Teteles de Ávila Castillo | 5.556    |
| 174                                   | Teziutlán                   | Teziutlán                 | 81.156   |
| 186                                   | Tlatlauquitepec             | Ciudad de Tlatlauquitepec | 47.106   |
| 192                                   | Tuzamapan de Galeana        | Tuzamapan de Galeana      | 6.176    |
| 199                                   | Xiutetelco                  | San Juan Xiutetelco       | 30.426   |
| 200                                   | Xochiapulco                 | Cinco de Mayo             | 4.306    |
| 202                                   | Xochitlán de Vicente Suárez | Xochitlán de Romero Rubio | 11.760   |
| 204                                   | Yaonáhuac                   | Yaonáhuac                 | 6.649    |
| 207                                   | Zacapoaxtla                 | Zacapoaxtla               | 49.242   |
| 210                                   | Zapotitlán de Méndez        | Zapotitlán de Méndez      | 5.267    |
| 211                                   | Zaragoza                    | Zaragoza                  | 13.810   |
| 212                                   | Zautla                      | Santiago Zautla           | 19.447   |
| 215                                   | Zongozotla                  | Zongozotla                | 4.392    |
| 216                                   | Zoquiapan                   | Zoquiapan                 | 2.949    |

## Regió III, Ciudad Serdán
La Regió III es troba al sud-oest de l'estat d'embús passant per Culiacan i està formada per 25 municipis, presenta una varietat de climes predominant el temperat sub-humit i el clima fred. Té una gran quantitat de rierols intermitents, així com algunes llacunes i petits corrents d'aigua.
| Municipis de la Regió III de Ciudad Serdán |                          |                             |                 |
|                                            |                          |                             |                 |
| Clau                                       | Municipi                 | Capçalera                   | Població (2010) |
| 012                                        | Aljojuca                 | Aljojuca                    | 6.288           |
| 023                                        | Atzitzintla              | Atzitzintla                 | 8.408           |
| 044                                        | Cuyoaco                  | Cuyoaco                     | 15.367          |
| 045                                        | Chalchicomula de Sesma   | Ciudad Serdán               | 43.882          |
| 050                                        | Chichiquila              | Chichiquila                 | 24.148          |
| 058                                        | Chilchotla               | Rafael J. García            | 19.257          |
| 063                                        | Esperanza                | Esperanza                   | 13.785          |
| 067                                        | Guadalupe Victoria       | Guadalupe Victoria          | 16.551          |
| 093                                        | Lafragua                 | Saltillo                    | 7.767           |
| 094                                        | Libres                   | Ciudad de Libres            | 31.532          |
| 096                                        | Mazapiltepec de Juárez   | Mazapiltepec de Juárez      | 2.633           |
| 099                                        | Cañada Morelos           | Morelos Cañada              | 18.954          |
| 104                                        | Nopalucan                | Nopalucan de la Granja      | 27.292          |
| 105                                        | Ocotepec                 | Ocotepec                    | 4.825           |
| 108                                        | Oriental                 | Oriental                    | 16.575          |
| 115                                        | Quecholac                | Quecholac                   | 47.281          |
| 116                                        | Quimixtlán               | Quimixtlán                  | 21.275          |
| 117                                        | Rafael Lara Grajales     | Rafael Lara Grajales        | 14.052          |
| 128                                        | San José Chiapa          | San José Chiapa             | 8.087           |
| 130                                        | San Juan Atenco          | San Juan Atenco             | 3.416           |
| 137                                        | San Nicolás Buenos Aires | San Nicolás de Buenos Aires | 9.185           |
| 142                                        | San Salvador el Seco     | San Salvador el Seco        | 27.622          |
| 152                                        | Soltepec                 | Soltepec                    | 11.706          |
| 170                                        | Tepeyahualco             | Tepeyahualco                | 16.390          |
| 179                                        | Tlachichuca              | Tlachichuca                 | 28.568          |

## Regió IV, San Pedro Cholula
La Regió IV està situada a la regió Centre Oest de l'Estat i està integrada per 27 municipis, a aquesta regió pertany la zona freda i glacial. Els municipis d'aquesta regió es localitzen a la part alta occidental de la conca alta de l'Atoyac, una de les més importants dels Estats de Mèxic i Puebla. El relleu d'aquesta regió presenta una topografia generalment plana.
| Municipis de la Regió IV de San Pedro Cholula |                                  |                                    |          |
|                                               |                                  |                                    |          |
| Clau                                          | Municipi                         | Capçalera                          | Població |
| 019                                           | Atlixco                          | Atlixco de las Flores              | 117.111  |
| 026                                           | Calpan                           | San Andrés Calpan                  | 13.571   |
| 034                                           | Coronango                        | Santa María Coronango              | 27.575   |
| 041                                           | Cuautlancingo                    | San Juan Cuautlancingo             | 46.729   |
| 048                                           | Chiautzingo                      | San Lorenzo Chiautzingo            | 17.788   |
| 060                                           | Domingo Arenas                   | Domingo Arenas                     | 5.581    |
| 069                                           | Huaquechula                      | Huaquechula                        | 28.654   |
| 074                                           | Huejotzingo                      | Huejotzingo                        | 50.868   |
| 090                                           | Juan C. Bonilla                  | Cuanalá                            | 14.483   |
| 102                                           | Nealtican                        | San Buenaventura Nealtican         | 10.644   |
| 106                                           | Ocoyucan                         | Santa Clara Ocoyucan               | 23.619   |
| 119                                           | San Andrés Cholula               | San Andrés Cholula                 | 56.066   |
| 121                                           | San Diego La Mesa Tochimiltzingo | Tochimiltzingo                     | 1.116    |
| 122                                           | San Felipe Teotlalcingo          | San Felipe Teotlalcingo            | 8.632    |
| 125                                           | San Gregorio Atzompa             | San Gregorio Atzompa               | 6.934    |
| 126                                           | San Jerónimo Tecuanipan          | San Jerónimo Tecuanipan            | 5.267    |
| 132                                           | San Martín Texmelucan            | San Martín Texmelucan de Labastida | 121.071  |
| 134                                           | San Matías Tlalancaleca          | San Matías Tlalancaleca            | 16.361   |
| 136                                           | San Miguel Xoxtla                | San Miguel Xoxtla                  | 9.350    |
| 138                                           | San Nicolás de los Ranchos       | San Nicolás de los Ranchos         | 10.009   |
| 140                                           | San Pedro Cholula                | Cholula de Rivadavia               | 99.794   |
| 143                                           | San Salvador el Verde            | San Salvador el Verde              | 22.649   |
| 148                                           | Santa Isabel Cholula             | Santa Isabel Cholula               | 8.815    |
| 175                                           | Tianguismanalco                  | Tianguismanalco                    | 9.640    |
| 180                                           | Tlahuapan                        | Santa Rita Tlahuapan               | 31.665   |
| 181                                           | Tlaltenango                      | Tlaltenango                        | 5.370    |
| 188                                           | Tochimilco                       | Tochimilco                         | 17.171   |

## Regió V, Puebla
La Regió V està situada a la Zona Centre de l'Estat i està compresa per 8 municipis. Hi predominen els climes temperats, sub- humits i el semi-sec. En aquesta regió la majoria dels rius desemboquen al Riu Atoyac, el qual desemboca en la Presa Manuel Àvila Camacho de 405 milions de metres cúbics de capacitat, i que ha fet possible l'establiment del Districte de reg a Valsequillo de 21,864 hectàrees de terra.
| Municipis de la Regió V de Puebla |                       |                            |           |
|                                   |                       |                            |           |
| Clau                              | Municipi              | Capçalera                  | Població  |
| 001                               | Acajete               | Acajete                    | 49.462    |
| 015                               | Amozoc                | Amozoc de Mota             | 64.315    |
| 040                               | Cuautinchán           | Cuautinchán                | 7.720     |
| 114                               | Puebla                | Heroica Puebla de Zaragoza | 1.485.941 |
| 153                               | Tecali de Herrera     | Tecali de Herrera          | 16.844    |
| 163                               | Tepatlaxco de Hidalgo | San Sebastian Tepatlaxco   | 14.055    |
| 164                               | Tepeaca               | Tepeaca de Negrete         | 69.651    |
| 193                               | Tzicatlacoyan         | Tzicatlacoyan              | 6.185     |

## Regió VI, Mixteca
La Regió VI es troba al Sud-oest de l'Estat, abasta 45 municipis, i presenta gran varietat de climes, predominant els àrids-humits amb pluges tot l'any. Aquesta regió té una hidrografia molt àmplia destacant la vall del riu Atoyac.
| Municipis de la Regió VI d'Izúcar de Matamoros |                          |                                  |          |
|                                                |                          |                                  |          |
| Clau                                           | Municipi                 | Capçalera                        | Població |
| 003                                            | Acatlán de Osorio        | Acatlán de Osorio                | 34.765   |
| 005                                            | Acteopan                 | Acteopan                         | 3.074    |
| 007                                            | Ahuatlán                 | Ahuatlán                         | 3.795    |
| 009                                            | Ahuehuetitla             | Ahuehuetitla                     | 2.614    |
| 011                                            | Albino Zertuche          | Acaxtlahuacán de Albino Zertuche | 2.004    |
| 021                                            | Atzala                   | Atzala                           | 1.310    |
| 022                                            | Atzitzihuacán            | Santiago Atzitzihuacán           | 11.933   |
| 024                                            | Axutla                   | Axutla                           | 1.302    |
| 031                                            | Coatzingo                | Coatzingo                        | 3.564    |
| 032                                            | Cohetzala                | Santa María Cohetzala            | 1.880    |
| 033                                            | Cohuecan                 | Cohuecan                         | 4.596    |
| 042                                            | Cuayuca de Andrade       | San Pedro Cuayuca                | 3.985    |
| 047                                            | Chiautla de Tapia        | Chiautla de Tapia                | 21.133   |
| 051                                            | Chietla                  | Chietla                          | 36.606   |
| 055                                            | Chila de las Flores      | Chila de las Flores              | 5.043    |
| 056                                            | Chila de la Sal          | Chila de la Sal                  | 1.961    |
| 059                                            | Chinantla                | Chinantla                        | 2.810    |
| 062                                            | Epatlán                  | San Juan Epatlán                 | 4.845    |
| 066                                            | Guadalupe                | Guadalupe                        | 7.748    |
| 073                                            | Huehuetlán el Chico      | Huehuetlán el Chico              | 9.651    |
| 081                                            | Ixcamilpa de Guerrero    | Ixcamilpa                        | 4.614    |
| 085                                            | Izúcar de Matamoros      | Izúcar de Matamoros              | 70.739   |
| 087                                            | Jolalpan                 | Jolalpan                         | 12.556   |
| 112                                            | Petlalcingo              | Petlalcingo                      | 9.680    |
| 113                                            | Piaxtla                  | Piaxtla                          | 5.948    |
| 127                                            | San Jerónimo Xayacatlán  | San Jerónimo Xayacatlán          | 4.317    |
| 133                                            | San Martín Totoltepec    | San Martín Totoltepec            | 951      |
| 135                                            | San Miguel Ixitlán       | San Miguel Ixitlán               | 727      |
| 139                                            | San Pablo Anicano        | San Pablo Anicano                | 3.441    |
| 141                                            | San Pedro Yeloixtlahuaca | San Pedro Yeloixtlahuaca         | 3.711    |
| 150                                            | Huehuetlán el Grande     | Santo Domingo Huehuetlán         | 6.734    |
| 155                                            | Tecomatlán               | Tecomatlán                       | 6.830    |
| 157                                            | Tehuitzingo              | Tehuitzingo                      | 12.650   |
| 159                                            | Teopantlán               | Teopantlan                       | 4.840    |
| 160                                            | Teotlalco                | Teotlalco                        | 3.549    |
| 165                                            | Tepemaxalco              | San Felipe Tepemaxalco           | 1.272    |
| 166                                            | Tepeojuma                | Tepeojuma                        | 8.671    |
| 168                                            | Tepexco                  | Tepexco                          | 6.392    |
| 176                                            | Tilapa                   | Tilapa                           | 8.331    |
| 185                                            | Tlapanalá                | Tlapanalá                        | 8.686    |
| 190                                            | Totoltepec de Guerrero   | Totoltepec de Guerrero           | 1.161    |
| 191                                            | Tulcingo                 | Tulcingo de Valle                | 11.025   |
| 196                                            | Xayacatlán de Bravo      | Xayacatlán de Bravo              | 1.701    |
| 198                                            | Xicotlán                 | Xicotlán                         | 1.433    |
| 201                                            | Xochiltepec              | Xochiltepec                      | 3.279    |

## Regió VII, Vall de Tehuacán i Sierra Negra
La Regió VII està situada a la Regió Sud-est de l'Estat, conformada per 50 municipis, presenta gran varietat de climes que van des dels temperats de la Serra de Zongolica, passant pels càlids de la Vall de Tehuacán. La regió és un dels vessants hidrològics més importants del país. La seva orografia està formada per la Serra del Tentzo, Serra Mixteca i Serra Negra.
| Municipis de la Regió VII de Tehuacán |                              |                              |          |
| Clau                                  | Municipi                     | Capçalera                    | Població |
| 004                                   | Acatzingo                    | Acatzingo de Hidalgo         | 40.439   |
| 010                                   | Ajalpan                      | Ciudad de Ajalpan            | 48.642   |
| 013                                   | Altepexi                     | Altepexi                     | 15.811   |
| 018                                   | Atexcal                      | San Martín Atexcal           | 3.732    |
| 020                                   | Atoyatempan                  | Atoyatempan                  | 5.782    |
| 027                                   | Caltepec                     | Caltepec                     | 5.104    |
| 035                                   | Coxcatlán                    | Coxcatlán                    | 18.692   |
| 036                                   | Coyomeapan                   | Santa María Coyomeapan       | 12.662   |
| 037                                   | Coyotepec                    | San Vicente Coyotepec        | 2.524    |
| 038                                   | Cuapiaxtla de Madero         | Cuapiaxtla de Madero         | 6.583    |
| 046                                   | Chapulco                     | Chapulco                     | 5.542    |
| 052                                   | Chigmecatitlán               | Chigmecatitlán               | 1.301    |
| 061                                   | Eloxochitlán                 | Eloxochitlán                 | 10.806   |
| 065                                   | General Felipe Ángeles       | San Pablo de las Tunas       | 15.105   |
| 070                                   | Huatlatlauca                 | Huatlatlauca                 | 8.026    |
| 077                                   | Hueytlalpan                  | Hueytlalpan                  | 5.465    |
| 079                                   | Huitziltepec                 | Santa Clara Huitziltepec     | 4.591    |
| 082                                   | Ixcaquixtla                  | San Juan Ixcaquixtla         | 6.922    |
| 092                                   | Juan N. Méndez               | Atenayuca                    | 5.239    |
| 095                                   | La Magdalena Tlatlauquitepec | La Magdalena Tlatlauquitepec | 722      |
| 097                                   | Mixtla                       | San Francisco Mixtla         | 2.044    |
| 098                                   | Molcaxac                     | Molcaxac                     | 6.229    |
| 103                                   | Nicolás Bravo                | Nicolás Bravo                | 5.375    |
| 110                                   | Palmar de Bravo              | Palmar de Bravo              | 35.812   |
| 115                                   | Quecholac                    | Quecholac                    | 38.649   |
| 118                                   | Los Reyes de Juárez          | Los Reyes de Juárez          | 20.849   |
| 120                                   | San Antonio Cañada           | San Antonio Cañada           | 4.495    |
| 124                                   | San Gabriel Chilac           | San Gabriel Chilac           | 13.554   |
| 129                                   | San José Miahuatlán          | San José Miahuatlán          | 11.697   |
| 131                                   | San Juan Atzompa             | San Juan Atzompa             | 815      |
| 144                                   | San Salvador Huixcolotla     | San Salvador Huixcolotla     | 10.631   |
| 145                                   | San Sebastián Tlacotepec     | Tlacotepec de Porfirio Díaz  | 13.219   |
| 146                                   | Santa Catarina Tlaltempan    | Santa Catarina Tlaltempan    | 887      |
| 147                                   | Santa Inés Ahuatempan        | Santa Inés Ahuatempan        | 6.112    |
| 149                                   | Santiago Miahuatlán          | Santiago Miahuatlán          | 14.249   |
| 151                                   | Santo Tomás Hueyotlipan      | San Miguel Zacaola           | 7.082    |
| 154                                   | Tecamachalco                 | Tecamachalco                 | 59.177   |
| 156                                   | Tehuacán                     | Tehuacán                     | 226.258  |
| 161                                   | Tepanco de López             | Tepanco de López             | 16.717   |
| 169                                   | Tepexi de Rodríguez          | Tepexi de Rodríguez          | 18.145   |
| 171                                   | Tepeyahualco de Cuauhtémoc   | Tepeyahualco de Cuauhtémoc   | 2.864    |
| 177                                   | Tlacotepec de Benito Juárez  | Tlacotepec de Benito Juárez  | 42.295   |
| 182                                   | Tlanepantla                  | Tlanepantla                  | 4.198    |
| 189                                   | Tochtepec                    | Tochtepec                    | 17.259   |
| 195                                   | Vicente Guerrero             | Santa María del Monte        | 21.164   |
| 203                                   | Xochitlán Todos Santos       | Xochitlán                    | 5.101    |
| 205                                   | Yehualtepec                  | Yehualtepec                  | 19.368   |
| 206                                   | Zacapala                     | Zacapala                     | 4.407    |
| 209                                   | Zapotitlán                   | Zapotitlán Salinas           | 8.900    |
| 214                                   | Zinacatepec                  | San Sebastián Zinacatepec    | 13.641   |
| 217                                   | Zoquitlán                    | Zoquitlán                    | 19.715   |